# 生物多樣性行動計畫

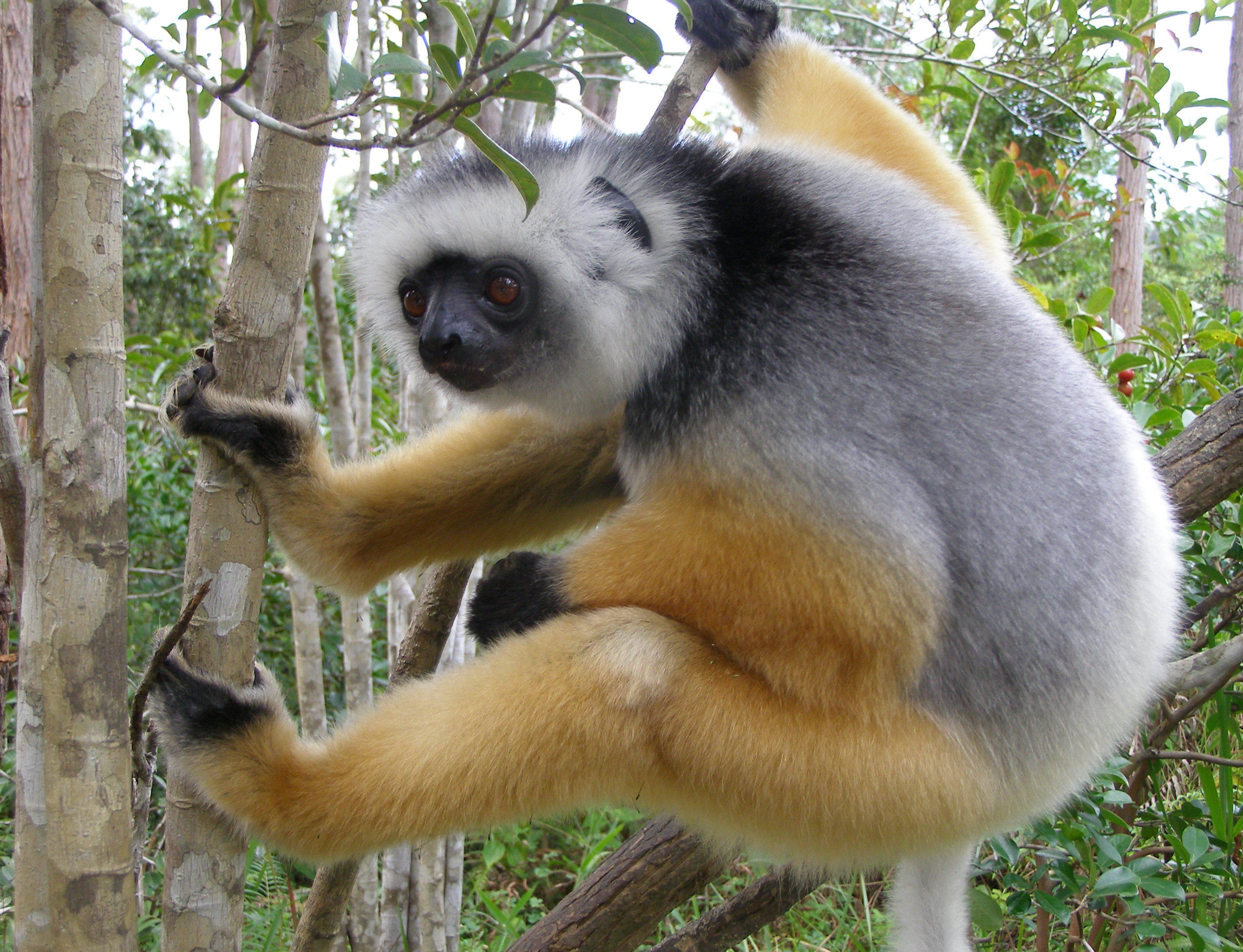
冕狐猴，一種馬達加斯加的瀕臨滅絕靈長類動物

生物多樣性行動計畫是一個廣受國際認可的計畫，因應受到威脅的物種和棲息地，旨在保護和恢復生物系統及其多樣性。最初推動這些計畫的努力來自於1992年的生物多樣性公約。至2006年止，共有188個國家批准；但是只有少數參與國發展及編定了具有實際意義的計畫文獻。
生物多樣性行動計畫的主要內容通常包含了：
1. 編製物種或棲地的生物資訊目錄
2. 評定該生物在生態系內的保育狀況
3. 制定保育跟復育目標
4. 撥款、定時間表跟相關社團合作推行

## 物種計畫

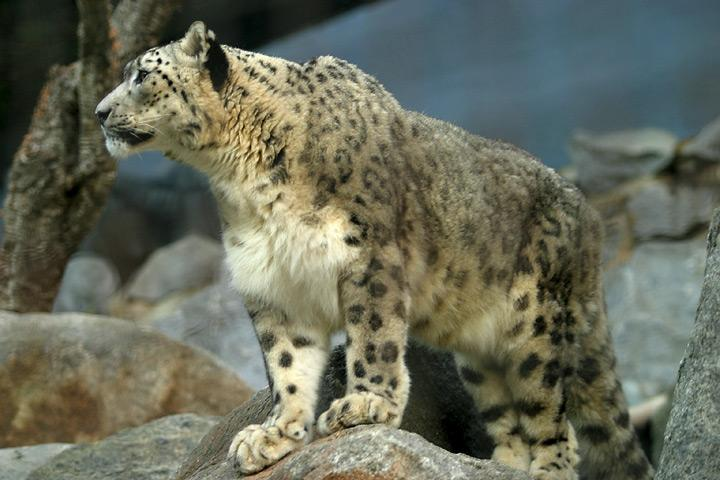
雪豹，巴基斯坦，一種瀕危物種

根本實踐生物多樣性行動計畫的方式便是著重紀錄個別物種的族群分布跟保育情況。此方式雖然基本卻困難重重，主要因為世界上的物種估計只有約百分之十被記載下來。大部分未知的物種為植物或低等生物。許多哺乳類、鳥類和爬蟲的資訊常可見於文獻，至於植物跟無脊椎動物就需要可觀的地區資料採集。編纂族群數量預測的趨勢有助於了解生物變遷和脆弱性的動態資訊。對世界上某些地區來說，編訂完整的物種目錄不切實際。好比說馬達加斯加乾燥落葉林內的許多物種完全不為人知，科學家對該林內許多地區也從未發起有系統的探險活動。
生物多樣性行動計畫內的物種計畫應包含對分布範圍、棲地、行為、生殖、異種互動的詳細描述。一旦認定保育情況，就可訂定計畫；保育跟復育此物種至該族群的目標數量。有計畫的保護要素舉例如下：棲地還原、防止都市發展影響棲地、建立財產所有權、限制畜牧及農業活動侵略、減少火耕農業、立法制止採集或獵殺、限制殺蟲劑使用、控制其他環境污染。此計畫應向大眾和私人機構宣佈並實行保育計畫，也應撥款確保執行。

## 棲地計畫
在一定數量的數種生物棲息於某地時，生物多樣性行動的棲息地保護便可適當實施。舉例如蘇格蘭的酸性沼澤、南非布許斐的瓦特堡生物圈、加州的海岸濕地、以及瑞典阿蘭島的史托拉阿瓦雷特。在這樣的情況下，物種詳細清單、地理分布跟棲地品質需要記錄。然後用來保護復育的計畫可以依照上述物種計畫的類似方針制定。

## 參予國概況
以下是各個編定了實際計畫的國家。值得注意的是準備生物多樣性行動計畫可能花費近一億英磅，還要加上每年約十分之一的同等金額維持。對地理區較小或生態系統較簡單的的國家費用明顯較低。聖路西亞的花費便只達數百萬英鎊而已。

### 澳洲
澳洲發展了精密詳盡的計畫，辨識出超過475000種原生物種。其中一個主要的分枝為大堡礁計畫，該地的珊瑚礁其實比大多數地方更為健康；澳洲也有最高的廢水處理率。
澳洲對危害[熱帶]國家的森林砍伐做出了能永續利用的柴薪生產量分析。生物目錄加上伐木的估計、伐木的動態電腦模型、腐木和伐木的關係都被引用為安全伐木速率的數據。關於清除樹叢對多樣性和地下水層衝擊的廣泛研究也在進行，這些影響被用來分析圖立賓湖的溼地。

### 聖路西亞
聖路西亞生物多樣性行動計畫揭露了在蘇福利爾地區大量遊客對海洋生物和海岸生物多樣性的衝擊。該計畫特別承認人為利用和污水排放已經在1990年超出了敏感珊瑚礁地區的環境承載力。該計畫也點出保存歷史悠久的漁業；數個機關和當地漁民合作提出一個漁業資源永續利用的管理計畫，1992年在蘇福利爾海洋管理區中實行。西印度大學大量參與該國計畫；包含三種海龜、數種脆弱的鳥類、遠洋魚類和鯨類受到特別詳細的關注。在棲地保育方面，生產力旺盛且受到關注的紅樹林沼澤已全數納入該國保護。

### 坦桑尼亞
坦桑尼亞的計畫是有關於曼尼亞拉淡水湖，該地在1950到1990年間被加速開發。曼尼亞拉生物圈保留區包含此湖跟接鄰高價值樹林。此區進行溼地的永續開發和簡易農耕。該計畫結合主要使用者來達成管理目標，有永續的濕地管理及陡坡地水資源的地下水和化學物質監控。

### 英國
英國的生物多樣性行動計畫涵蓋除了陸生物種外，還加上海洋生物和暫留的候鳥。計畫中有391種物種計畫、45種棲地計畫和162種局部生態多樣性計畫。該計畫的特點是廣泛詳盡的細節、釐清物種受到危害的過程、明確的行動、同步監測洄游的鯨類和遠洋鳥類。

### 美國
早於生物多樣性會議前二十六年，美國就在1966年以瀕危物種法案的方式保護受威脅的物種。該立法賦予偌大權能調查列出受關注的物種，並要求創立物種復原計畫。因此雖然美國簽署協議後並未批准，他仍然有最久的追蹤紀錄和最全面的物種保護計畫。在約7000種名單內有近半數的物種已經擁有受到批准的計畫。儘管數量看似比其他國家龐大，在全數紀錄的物種當中不過是冰山一角。

### 烏茲別克
在烏茲別克的計畫中確定五種主要的棲地區：溼地、漠地、草原、河岸跟山地生態系。超過27000種物種已被編入條目中，其中特有魚類或爬蟲類佔有頗高的比例。對生物多樣性主要的威脅則來自人口過剩和密集的農耕發展。內容主要涵蓋鹹海計畫、努拉陶生物圈保留區以及西天山計畫。

## 批評和爭議
有些開發中國家批評，這個計畫強調關心野生動物跟植物更甚於糧食跟工業發展，有些情況下會阻礙人口成長。訂定計畫的高昂花費使較窮較小的國家難以遵從。對計劃本身來說，許多國家以少數研究甚至更差的自然管理敷衍了事。以世界上的地區來說，絕大多數的中東國家特別缺少實際行動，而非洲國家則受限於計畫的經濟壓力難以參予。某些政府如歐盟已經轉移目標，改以設計經濟發展政策，搭配某些生態系統保護措施的方法落實會議條約。